# Список птиц, занесённых в Красную книгу Республики Башкортостан
Птицы, занесённые в Красную книгу Республики Башкортостан, — список видов и подвидов птиц, включённых в Красную книгу Республики Башкортостан издания 2014 года. В списке указаны все птицы, включённые в Красную книгу Республики Башкортостан издания 2014 года.
В 1984 году вышла первая «Красная книга Башкирской АССР», куда включались 171 вид растений и 157 видов животных, в том числе 54 вида птиц. В переиздании «Красной книги Башкирской АССР» (1987) количество видов птиц увеличилось до 57. В 3-й том «Красной книги Республики Башкортостан» (2004) были включены 49 видов и подвидов птиц. Во 2-м томе «Красной книги Республики Башкортостан» (2014) количество видов и подвидов птиц уменьшилось до 41.
В списке указаны все виды и подвиды птиц, включённые в Красную книгу Республики Башкортостан издания 2014 года. Колонки таблицы КкРБ, КкРФ и МСОП означают, соответственно, статус указанного вида в Красной книге Республики Башкортостан, Красной книге Российской Федерации и в Красном списке МСОП. В случае, если в той или иной Красной книге какой-либо из описываемых видов отсутствует, то есть не отнесён ни к одной из указанных категорий, то соответствующая ячейка списка оставлена незаполненной. Все виды поделены на 6 категорий в Красной книге Республики Башкортостан, на 6 категорий в Красной книге Российской Федерации и на 9 в списке МСОП. Категории имеют следующие обозначения:
| Красная книга Республики Башкортостан: 0 — вероятно исчезнувшие I — находящиеся под угрозой исчезновения II — сокращающиеся в численности III — редкие IV — неопределённые по статусу V — восстанавливаемые и восстанавливающиеся | Красная книга Российской Федерации: 0 — вероятно исчезнувшие 1 — находящиеся под угрозой исчезновения 2 — сокращающиеся в численности 3 — редкие 4 — неопределённые по статусу 5 — восстанавливаемые и восстанавливающиеся | Красный список МСОП: — исчезнувшие — исчезнувшие в дикой природе — виды на грани исчезновения (в критическом состоянии) — виды под угрозой исчезновения — уязвимые виды — виды, близкие к уязвимому положению — виды под наименьшей угрозой — виды, для оценки угрозы которым не хватает данных — виды не представленные в Международной Красной книге |

Всего в список птиц Красной книги Республики Башкортостан включено 41 видов и подвидов, из них 13 представителей отряда соколообразных, 9 представителей отряда ржанкообразных, 6 представителей отряда гусеобразных, 3 представителя журавлеобразных, по 2 представителя отрядов аистообразных, воробьинообразных и совообразных, а также по 1 представителю отрядов гагарообразных, курообразных, ракшеобразных и удодообразных. К категории исчезающих видов (I) относятся балобан, белоглазый нырок, беркут, большая белая куропатка, большая белая цапля, дрофа, змееяд, кречетка, обыкновенный осоед, скопа, средний кроншнеп, степная пустельга.
В списке порядок расположения таксонов соответствует таковому в Красной книге Республики Башкортостан.
В конце последней колонки приведена ссылка на персональную страницу таксона на сайте Международного союза охраны природы (МСОП).
| Иллюстрация                                | Русское и латинское название, автор таксона                                                | Ареал на территории Башкортостана, численность и лимитирующие факторы | КкРБ | КкРФ | МСОП                               |
| ------------------------------------------ | ------------------------------------------------------------------------------------------ | --- | ---- | ---- | ---------------------------------- |
| Отряд Гагарообразные (Gaviiformes)         |                                                                                            | |      |      |                                    |
| Семейство Гагаровые (Gaviidae)             |                                                                                            | |      |      |                                    |
|                                            | Чернозобая гагара Gavia arctica arctica (Linnaeus, 1758)                                   | В Башкортостане редкий пролётный, спорадически гнездящийся вид (в XX веке очень редко гнездилась на озёрах Абзелиловского, Учалинского и Баймакского районов). Отмечена на озёрах Зауралья (Ургун, Большие Учалы, Талкас, Калкан, Чубтыкуль, Драга) и Предуралья (Асликуль, Кандрыкуль, Шингаккуль, Нагадаккуль), на прудах Давлекановского, Буздякского и Альшеевского районов, Нугушском водохранилище, в Зилаирском районе. В республике гнездится не более 1-2 десятков пар, а численность пролётных особей может составлять несколько десятков. Лимитирующие факторы: фактор беспокойства на местах гнездования, ставные сети, загрязнение водоёмов нефтепродуктами и другими химическими и органическими агентами. | III  | 2    | Вид вне опасности                  |
| Отряд Аистообразные (Ciconiiformes)        |                                                                                            | |      |      |                                    |
| Семейство Цаплевые (Ardeidae)              |                                                                                            | |      |      |                                    |
|                                            | Большая белая цапля Casmerodius albus (Linnaeus, 1758)                                     | Отмечена в Баймакском (около озера Талкас), Кармаскалинском (около озера Большой Толпак), Краснокамском (возле деревни Бачкитау), Учалинском (около озера Калкан), Чишминском (возле деревни Санжаровка) районах, а также в окрестностях Нугушского водохранилища и заповедника «Шульган-Таш». Численность залётных особей в республике составляет от нескольких единиц до нескольких десятков в разные годы, также возможно нерегулярное гнездование нескольких пар. | IV   |      | Вид вне опасности                  |
| Семейство Аистовые (Ciconiidae)            |                                                                                            | |      |      |                                    |
|                                            | Чёрный аист Ciconia nigra (Linnaeus, 1758)                                                 | Пара птиц гнездилась в окрестностях села Кананикольское. Встречался на реках Большой и Малый Кургаш (Архангельский район), в заповеднике «Шульган-Таш», а также в Южноуральском и Башкирском заповедниках. На территории республики предположительно гнездится несколько пар. Лимитирующие факторы: фактор беспокойства на местах гнездования, сокращение площади гнездопригодных территорий. | I    | 1    | Вид вне опасности                  |
| Отряд Гусеобразные (Anseriformes)          |                                                                                            | |      |      |                                    |
| Семейство Утиные (Anatidae)                |                                                                                            | |      |      |                                    |
|                                            | Краснозобая казарка Branta ruficollis (Pallas, 1769)                                       | Ежегодно на пролёте встречаются группы по 7-12 особей на реке Белой в заповеднике «Шульган-Таш». Отмечена в национальном парке «Башкирия», на реке Крепостной Зилаир (в окрестностях села Зилаир), у деревни Ивановка (Давлекановский район). На территории республики во время миграций отмечается нерегулярно. Лимитирующие факторы: браконьерский отстрел. | III  | 3    | Уязвимый вид                       |
|                                            | Лебедь-кликун Cygnus cygnus (Linnaeus, 1758)                                               | В XVIII веке был обычным гнездящимся видом региона, но в конце XIX веке численность резко упала. Последние сведения о гнездовании относятся к 1967 году (Елановский и Архангельский заказники). Со второй половины XX века отмечается на пролёте по всей территории республики (кроме её северо-восточной части). Не ежегодно отмечается в Башкирском заповеднике, стаи кликунов встречались на озёрах Большая Елань, Северные Улянды, Талкас, на Нугушского водохранилища, в Давлекановском и Туймазинском районах. На территории республики численность оценивается в 70-100 особей, из которых гнездятся не более 30-50, а численность пролётных особей может быть до нескольких сотен. Лимитирующие факторы: возможное браконьерство, беспокойство в период выведения потомства. | II   |      | Вид вне опасности                  |
|                                            | Огарь Tadorna ferruginea (Pallas, 1764)                                                    | В весенне-летний период встречается в Башкирском Зауралье, отмечен в Краснокамском, Мелеузовском, Зианчуринском, Куюргазинском, Давлекановском, Бижбулякском, Буздякском, Фёдоровском районах и в национальном парке «Башкирия». В Предуралье в весеннее время насчитывается около 200 особей, летом — до 600—800 птиц, а в Зауралье в весенний период численность огаря составляет 1,5-3 тысяч особей. На всём Южном Урале гнездится 250—300 особей. Лимитирующие факторы: браконьерство, беспокойство в период выведения потомства, отлов нелетающих птенцов, неустойчивое существование вида на периферии ареала. | III  |      | Вид вне опасности                  |
|                                            | Пеганка Tadorna tadorna (Linnaeus, 1758)                                                   | Встречался под Уфой (в окрестностях деревни Нагаево), в Абзелиловском (на озере Мулдаккуль), Мелеузовском (в окрестностях села Кутлубулатово) и Хайбуллинском (в окрестностях села Сагитово и на Маканском водохранилище) районах, в Башкирском заповеднике. На территории республики гнездятся примерно 10-20 пар. Лимитирующие факторы: хозяйственная деятельность человека, уничтожение гнездопригодных мест. | IV   |      | Вид вне опасности                  |
|                                            | Белоглазый нырок Aythya nyroca (Güldenstädt, 1770)                                         | На пролёте встречался по реке Белой в заповеднике «Шульган-Таш», в национальном парке «Башкирия», в низовьях реки Белой и на Каме, на пруду у деревни Канлы-Туркеево. На озере в окрестностях деревни Подымалово в августе 2012 года зарегистрировано два выводка с 7 и 4 птенцами. Данные по современной численности отсутствуют. Лимитирующие факторы: уменьшение количества пригодных мест для гнездования, браконьерство. | I    | 2    | Вид, близкий к уязвимому положению |
|                                            | Турпан Melanitta fusca (Linnaeus, 1758)                                                    | Гнездящиеся турпаны встречались на озёрах Карагайлы, Коряжное и Большая Елань. Отмечался на озёрах Абзелиловского и Учалинского районов (Южные Улянды, Яктыкуль, Атавды), а также встречался в Фёдоровском (в окрестностях деревни Бала-Четырман) и Краснокамском (в окрестностях сёл Николо-Берёзовка и Энергетик) районах. На территории республики возможно спорадичное гнездование. Лимитирующие факторы: браконьерство, рыболовецкие сети. | II   |      | Вымирающий вид                     |
| Отряд Соколообразные (Falconiformes)       |                                                                                            | |      |      |                                    |
| Семейство Скопиные (Pandionidae)           |                                                                                            | |      |      |                                    |
|                                            | Скопа Pandion haliaetus (Linnaeus, 1758)                                                   | Наибольшее количество гнёзд найдено в Белорецком районе. Обнаружены одиночные гнёзда на территории Мелеузовского и Бурзянского районов, в междуречье Нугуша и Белой (8-10 пар). Отмечалась почти на всей территории республики (в крупных водоёмах): реки Уфа, Белая, Нугуш, Юрюзань, Ай, Кама, Быстрый Танып, озера Чебаркуль, Большой Талпак, Шарамбай, Павловское и Кармановское водохранилища. Лимитирующие факторы: отстрел и разорение гнезд, беспокойство, рекреационная нагрузка, разрушение местообитаний в результате рубки деревьев, промысловое истощение рыбных запасов, эвтрофикация и снижение прозрачности водоёмов, загрязнение их ядохимикатами и тяжелыми металлами, конкурентное вытеснение скопы орланами. | I    | 3    | Вид вне опасности                  |
| Семейство Ястребиные (Accipitridae)        |                                                                                            | |      |      |                                    |
|                                            | Обыкновенный осоед Pernis apivorus (Linnaeus, 1758)                                        | В 1980-х годах спорадически гнездился в Башкирском заповеднике, встречался в окрестностях городов Нефтекамск и Агидель, в заповеднике «Шульган-Таш», в Давлекановском, Караидельском и Краснокамском районах, в среднем течении реки Большой Инзер. Численность в республике оценивается не более 30 особей, в том числе несколько гнездящиеся пары. Лимитирующие факторы: узкая пищевая специализация, низкая плодовитость вида, беспокойство, вырубка старых деревьев, прямое преследование со стороны человека (отстрел).. | I    |      | Вид вне опасности                  |
|                                            | Степной лунь Circus macrourus (S. G. Gmelin, 1771)                                         | Отмечался в Краснокамском и Фёдоровском районах; в окрестностях городов Стерлитамак и Баймак, озёр Улянды, Сатка и Талкас, деревень Тавлыкаево, Мряушли, Новонагаево. Также отмечался как редко гнездящийся вид нагорно-лесостепных ландшафтов Зилаирского плато. Обнаружены два гнёзда возле села Баимово. Встречался в Зианчуринском районе, около реки Шады (Мишкинский район), в окрестностях городов Белорецк и Нефтекамск, возле озера Коряжное, в пойме рек Малый Кизил и Таналык. Всего в республике насчитывается не более 200 особей. Лимитирующие факторы: ухудшение гнездовых и кормовых условий, связанное с трансформацией гнездовых и кормовых биотопов, урбанизация территории. | II   | 2    | Вид, близкий к уязвимому положению |
|                                            | Курганник Buteo rufinus (Cretzschmar, 1827)                                                | Гнездился в степи на юге Хайбуллинского района, в низовьях реки Таналык, был отмечен также в Учалинском районе в верховьях реки Уй. Встречался в Краснокамском (в окрестностях деревни Саклово), Белорецком (в пойме реки Зуячка и возле села Узян), Дюртюлинском (возле деревни Юсупово), Мелеузовском (возле деревни Зириково), Чишминском (озёра Большая Елань и Шингаккуль) районах. В республике насчитывается не более 50 особей. Лимитирующие факторы: дефицит мест гнездования, беспокойство, разорение гнёзд воронами, грачами и наземными хищниками, браконьерство, гибель на линии электропередач. | III  | 3    | Вид вне опасности                  |
|                                            | Змееяд Circaetus gallicus (J. F. Gmelin, 1788)                                             | По некоторым данным гнездился на горе Большой Иремель. Отмечался возле сёл Крепостной Зилаир, Сыртланово, Кузьминовка, Майка, Утяганово, Кляшево, Сабаево, в заповеднике «Шульган-Таш», в окрестностях озера Белое и Юмагузинского водохранилища, в пойме широтного течения реки Белая, на Зилаирском плато. На территории республики возможно гнездование единичных пар. Лимитирующие факторы: низкая численность змей и низкая плодовитость вида в сочетании с большой осторожностью. | I    | 2    | Вид вне опасности                  |
|                                            | Степной орёл Aquila nipalensis (Hodgson, 1833)                                             | Гнездился в Хайбуллинском районе. Редко встречался в Зианчуринском (в окрестностях деревни Верхний Муйнак), Кугарчинском, Мелеузовском, Уфимском (в окрестностях деревни Нагаево), Чишминском районах. Лимитирующие факторы: гибель от электрошока на опорах линий электропередач, распашка целинных земель и интенсивный выпас скота в гнездовой период, который вызывает беспокойство птиц и гибель оставляемых ими кладок от перегрева или разорения врановыми, также много гнёзд гибнет при сжигании старых скирд соломы, на которых селятся до 20 % птиц. | II   | 2    | Вымирающий вид                     |
|                                            | Большой подорлик Aquila clanga (Pallas, 1811)                                              | Отмечался в долине реки Белой, возле населённых пунктов Зилаир, Анновка, Верхний Муйнак, Фёдоровка, Чандар, Ирныкши, Ангансяк, Николо-Берёзовка, Саклово, Новая Мушта, Уршак, у озёр Узункуль, Яктыкуль, Большая Елань и в долине реки Янгелька, в Башкирском заповеднике и заповеднике «Шульган-Таш». Гнездился в окрестностях деревни Старые Камышлы. Для всего Южного Урала насчитывается не более 5-10 гнездящихся пар. Лимитирующие факторы: трансформация гнездовых биотопов в результате промышленных рубок леса, осушения болот, мелиорация и распашка пойменных лугов или их зарастание вследствие прекращения сенокоса и выпаса, ведущее к сокращению кормовой базы (численности водяной полевки), фактор беспокойства, гибель на линии электропередач, гибридизация с малым подорликом. | II   | 2    | Уязвимый вид                       |
|                                            | Могильник Aquila heliaca (Savigny, 1809)                                                   | Гнездился в верховьях реки Касмарка, в Башкирском заповеднике, в северо-восточной части республики, в окрестностях национального парка «Башкирия» и населённых пунктов Зириково, Мряушли, Воскресенское, Верхотор, Шингак-Куль, Победа, Исмагилово, Юмагузино, Старый Сибай и Гайниямак. Отмечался во всех районах республики, кроме расположенных в горной зоне. Для всего Южного Урала указывается численность в 50-90 гнездящихся пар. По некоторым данным, в Предуралье насчитывается 20-50 пар, в горах — около 30-40 пар, а в Зауралье — около 10 пар. Лимитирующие факторы: дефицит гнездовых биотопов и кормовых ресурсов, низкая плодовитость, браконьерство, гибель на линии электропередач, вырубка высокоствольных деревьев и беспокойство в гнездовое время, также борьба с сусликами и обработка полей пестицидами. | II   | 2    | Уязвимый вид                       |
|                                            | Беркут Aquila chrysaetos (Linnaeus, 1758)                                                  | Гнездился в Башкирском заповеднике, в Абзелиловском, Белорецком, Бурзянском районах, окрестностях деревни Зириково, горы Иремель. Встречался во многих районах республики. В 1980-х годах в Бурзянском и частично Абзелиловском и Белорецком районах гнездилось 10-12 пар. В Башкирском заповеднике гнездятся 2-3 пары. Для всего Южного Урала указывается численность в 10-15 гнездящихся пар. Лимитирующие факторы: отсутствие приемлемых мест для гнездования поблизости от богатых потенциальной добычей и оптимальных для охоты обширных открытых территорий, вырубка старолесий, особенно островных и опушечных, вблизи болот, незаконная таксидермия, браконьерство. | I    | 3    | Вид вне опасности                  |
|                                            | Орлан-белохвост Haliaeetus albicilla (Linnaeus, 1758)                                      | Гнездился в низовьях реки Белой и на Каме, возле озера Сакловское (Краснокамский район), в окрестностях озера Шамсутдин (здесь гнездились на протяжении более 10 лет). В Бирском районе гнездятся 7-8 пар. Отмечен в Зауралье, Башкирском заповеднике, национальном парке «Башкирия», Белорецком, Бирском, Гафурийском, Зианчуринском, Зилаирском, Краснокамском, Мелеузовском, Стерлитамакском, Уфимском, Учалинском, Фёдоровском, Чишминском и Янаульском районах, окрестностях города Дюртюли, на Павловском и Маканском водохранилищах. В Башкортостане насчитывается около 100 особей. Для всего Южного Урала указывается численность в 40-50 гнездящихся пар. Лимитирующие факторы: нарушение мест обитания в результате вырубки крупных деревьев, освоения человеком прибрежных лесов и водоемов, подрыв кормовой базы, фактор беспокойства, браконьерство, гибель птиц в капканах и рыболовных сетях.                                                                                    | III  | 3    | Вид вне опасности                  |
| Семейство Соколиные (Falconidae)           |                                                                                            | |      |      |                                    |
|                                            | Балобан Falco cherrug (J. E. Gray, 1834)                                                   | Гнездование на территории Башкортостана отмечали Э. А. Эверсманн, П. П. Сушкин, С. В. Кириков. Регистрировался в Хайбуллинском (от села Акъяр до устья реки Таналык), Учалинском (в верховьях реки Урал) и Абзелиловском (в окрестностях озера Яктыкуль). Ныне отмечаются только пролётные особи в окрестностях города Нефтекамск,Башкирском заповеднике, национальном парке «Башкирия», Зианчуринском районе. Лимитирующие факторы: браконьерство, фактор беспокойства, подрыв кормовой базы. | I    | 2    | Вымирающий вид                     |
|                                            | Сапсан Falco peregrinus (Tunstall, 1771)                                                   | В XXI веке гнездится практически на всей территории горно-лесной зоны Башкортостана. Также отмечен в окрестностях Павловского водохранилища, на реке Юрюзань, на границе между Бураевским и Дюртюлинским районами, над вершиной шихана Тратау, в окрестностях города Уфы. По разным оценкам в республике гнездится от 50 до 200 пар. В XX веке численность сократилось в основном из-за использования ДДТ, после введения запрета на применение этого ядохимиката численность вида была восстановлена. | III  | 2    | Вид вне опасности                  |
|                                            | Степная пустельга Falco naumanni (Fleischer, 1818)                                         | Отмечен в низовьях реки Таналык, долине реки Сакмара, Зианчуринском районе, в окрестностях села Арлан (Краснокамский район), деревни Бакалдино (Архангельский район) и озера Сатка. Лимитирующие факторы: подрыв кормовой базы из-за применения пестицидов, нарушение мест гнездования в результате распашки целинных степей. | I    | 1    | Вид вне опасности                  |
| Отряд Курообразные (Galliformes)           |                                                                                            | |      |      |                                    |
| Семейство Тетеревиные (Tetraonidae)        |                                                                                            | |      |      |                                    |
|                                            | Большая белая куропатка Lagopus lagopus major (Lorenz, 1904)                               | Отмечалась в Южноуральском заповеднике, на территории Абзелиловском, Баймакском, Зианчуринском, Зилаирском, Учалинском, Хайбуллинском районов. Изредка встречается в Предуралье. Лимитирующие факторы: выпас домашних животных, использование химикатов в сельском хозяйстве, беспокойство в гнездовое время, браконьерство. | I    | 2    | Вид вне опасности                  |
| Отряд Журавлеобразные (Gruiformes)         |                                                                                            | |      |      |                                    |
| Семейство Журавлиные (Gruidae)             |                                                                                            | |      |      |                                    |
|                                            | Красавка Anthropoides virgo (Linnaeus, 1758)                                               | Отмечается в Зауралье. Гнездилась в окрестностях села Новый Зирган (Хайбуллинский район), регистрировалась на Маканском водохранилище, на озере Сухое около села Северный, в окрестностях города Сибай и сёл Подольск и 1-е Мурзино. Нет точных данных о численности в республике. Лимитирующие факторы: вытаптывание гнёзд скотом, беспокойство. | IV   | 3    | Вид вне опасности                  |
| Семейство Дрофиные (Otididae)              |                                                                                            | |      |      |                                    |
|                                            | Дрофа Otis tarda tarda (Linnaeus, 1758)                                                    | Отмечалась в окрестностях озера Талкас (Баймакский район), села Халилово (Абзелиловский район), деревни Рудники (Бижбулякский район). Изредка отмечены залёты одиночных особей и пар. Лимитирующие факторы: браконьерство. | I    | 3    | Уязвимый вид                       |
|                                            | Стрепет Tetrax tetrax (Linnaeus, 1758)                                                     | В Башкортостане не гнездится с начала XIX века. Встречался в окрестностях сёл Баишево, Туркменово и Ургаза (Баймакский район), в Фёдоровском и Хайбуллинском районах, в долине реки Таналык и на болоте Тумарбаш, на границе Учалинского и Уйского районов. На территории Зауралья республики возможно гнездятся нескольких пар. Лимитирующие факторы: браконьерство, применение химикатов в сельском хозяйстве, сенокошение, сжигание травы на полях и пастбищах. | II   | 3    | Вид, близкий к уязвимому положению |
| Отряд Ржанкообразные (Charadriiformes)     |                                                                                            | |      |      |                                    |
| Семейство Ржанковые (Charadriidae)         |                                                                                            | |      |      |                                    |
|                                            | Кречетка Chettusia gregaria (Pallas, 1771)                                                 | Нет достоверных сведений о гнездовании на территории Башкортостана. Встречались около озёр Барсучье и Южные Улянды (Абзелиловский район), в окрестностях села Исянгулово (Зианчуринский район). Отмечались в Баймакском и Хайбуллинском районах. Во время редких залётов на территорию республики численность вида не превышает несколько особей. Лимитирующие факторы: распашка целинных степей, браконьерство, при гнездовании возможно хищничество врановых птиц, собак и диких млекопитающих. | I    | 1    | Вид на грани исчезновения          |
| Семейство Шилоклювковые (Recurvirostridae) |                                                                                            | |      |      |                                    |
|                                            | Ходулочник Himantopus himantopus (Linnaeus, 1758)                                          | Редкая гнездящаяся птица Предуралья и Зауралья. Отмечено гнездование на водоемах Кушнаренковского, Хайбуллинского (на Маканском водохранилище) районов, в окрестностях города Мелеуз и пгт Чишмы. Взрослые птицы с птенцами отмечены на озёрах Сухое и Мулдаккуль (Абзелиловский район), а также в Хайбуллинском и Баймакском районах. Одиночные особи отмечены в Альшеевском, Мелеузовском, Баймакском, Абзелиловском, Хайбуллинском и других районах Башкортостана. Нет точных данных о численности в республике. Лимитирующие факторы: выпас скота в местах колониального гнездования, колебания уровня воды, беспокойство. | III  | 3    | Вид вне опасности                  |
|                                            | Шилоклювка Recurvirostra avosetta (Linnaeus, 1758)                                         | Нет достоверных сведений о гнездовании на территории Башкортостана. Отмечался на озёрах Чебаркуль и Атавды (Абзелиловский район). Встречался в Архангельском районе в 2002 году, в окрестностях города Агидель, Маканского водохранилища в обществе других куликов. В Зауралье возможны гнездовые находки. Численность вида не превышает несколько десятков особей. Лимитирующие факторы: браконьерство. | III  | 3    | Вид вне опасности                  |
| Семейство Кулики-сороки (Haematopodidae)   |                                                                                            | |      |      |                                    |
|                                            | Кулик-сорока Haematopus ostralegus longipes (Buturlin, 1910)                               | В Башкортостане гнездится по рекам Кама, Белая, Ай, Уфа, Юрюзань, Большой Ик, озеру Кандрыкуль, в национальном парке «Башкирия». Подросших птенцов встретили на прудах в окрестностях деревни Новые Тукмаклы (Кушнаренковский район). Отмечен на реках Сим, Киги, Большой Инзер, а также на озёрах Белое, Коряжное, Сухое и очистных сооружениях Мелеузовского сахарного завода. Во время весеннего пролёта и в репродуктивный период численность составляет 0,3-0,25 особей/км², наибольшая численность наблюдается в северо-восточной части республики. Количество гнездящихся пар неизвестно. Лимитирующие факторы: ограниченность гнездовых стаций, низкие темпы размножения, чувствительность к беспокойству, пресс хищников. | V    | 3    | Вид вне опасности                  |
| Семейство Бекасовые (Scolopacidae)         |                                                                                            | |      |      |                                    |
|                                            | Большой кроншнеп Numenius arquata (Linnaeus, 1758)                                         | Редкий гнездящийся вид на всей территории Башкортостана, за исключением горно-лесной зоны, где изредка отмечается на пролёте. Гнездился в окрестностях озера Талкас (Баймакский район). Для всего Южного Урала численность составляет 1,0-1,5 тысяч оcoбей. Лимитирующие факторы: разрушение местообитаний, беспокойство, вытаптывание гнёзд скотом, браконьерство. | II   | 2    | Вид, близкий к уязвимому положению |
|                                            | Средний кроншнеп (южный (лесостепной) подвид) Numenius phaeopus alboaxillaris (Lowe, 1921) | Отмечен на гнездовании на озёрной системе Улянды, в долине безымянного притока реки Малый Кизил (Абзелиловский район). С гнездовым поведением обнаружены несколько пар особей в окрестностях деревни Баимово. Одиночные особи отмечены в окрестностях Маканского водохранилища (Хайбуллинский район), на берегу реки Ай (возле деревни Старомещеряково). Предположительно в республике гнездится не более 3-5 пар. Лимитирующие факторы: браконьерство, беспокойство в местах гнездования, антропогенный пресс. | I    |      | Вид вне опасности                  |
| Семейство Тиркушковые (Glareolidae)        |                                                                                            | |      |      |                                    |
|                                            | Степная тиркушка Glareola nordmanni (J. G. Ficher, 1842)                                   | На территории Башкортостана редкий гнездящийся вид. Отмечался в окрестностях озёр Лебяжье (Уфимский район), Малые Улянды, Барсучье. Гнёзда находили около города Салават. Взрослые птицы с птенцами отмечены на берегу Маканского водохранилища (Хайбуллинский район), здесь в 2003 году на илистой отмели гнездились 20-30 пар. Единичные особи отмечались возле озера Белое (Гафурийский район) и в окрестностях деревни Старые Камышлы (Кушнаренковский район). Численность нестабильна по годам, может составлять от нескольких особей до нескольких десятков гнездовых пар. Лимитирующие факторы: распашка степей, гибель кладок и птенцов под колёсами сельхозтехники и при обработке полей пестицидами, разорение гнёзд наземными хищниками, затопление берегов при повышении обводненности территории. | II   | 2    | Вид, близкий к уязвимому положению |
| Семейство Чайковые (Laridae)               |                                                                                            | |      |      |                                    |
|                                            | Черноголовый хохотун Larus ichthyaetus (Pallas, 1773)                                      | В Башкортостане кочующие особи отмечаются на озёрах Зауралья, на пролёте и кочёвках указаны для Краснокамского, Кармаскалинского, Хайбуллинского и Абзелиловского районов. Гнездился на озёрах Карагайлы (Учалинский район), Чебаркуль (Абзелиловский район), Талкас (Баймакский район) и др. В 2010 году в Абзелиловском районе на озере Суртанды найдена колония из 50 пар с молодыми на крыле и на озере Мулдаккуль встречено 25-30 взрослых и молодых особей. Численность нестабильна по годам. В Зауралье насчитывается 100—150 гнездящихся пар. Лимитирующие факторы: затопление берегов при повышении обводненности территории, браконьерство, беспокойство в местах гнездования, хищничество. | IV   | 5    | Вид вне опасности                  |
|                                            | Малая крачка Sterna albifrons (Pallas, 1764)                                               | На территории Башкортостана приурочена к бассейну рек Белой, Дёма и Быстрый Танып, отмечена на пойменных озёрах в окрестностях городов Уфы и Бирска, на озёрах Барча-Куль (Ишимбайский район), Большой Талпак (Кармаскалинский район) и Коряжное; на Нугушском водохранилище, в Елановском заказнике, в Краснокамском и Янаульском районах. Численность гнездящихся особей в республике варьирует в разные годы от 2-4 до нескольких десятков пар. Лимитирующие факторы: затопление островов и отмелей в результате подъёма уровня воды в водоемах, беспокойство птиц людьми во время насиживания и выкармливания птенцов. | II   | 2    | Вид вне опасности                  |
| Отряд Совообразные (Strigiformes)          |                                                                                            | |      |      |                                    |
| Семейство Настоящие совы (Strigidae)       |                                                                                            | |      |      |                                    |
|                                            | Филин Bubo bubo (Linnaeus, 1758)                                                           | Практически вся территория Башкортостана входит в ареал. Гнездится на территории заповедника «Шульган-Таш», Башкирского и Южноуральского заповедников, Белорецкого и Гафурийского районов. Для всего Южного Урала численность составляет 700—1000 особей. Лимитирующие факторы: уничтожение свойственных для обитания вида биотопов, резкое увеличение рекреационной нагрузки на природные объекты, браконьерство и отстрел на чучела. | III  | 2    | Вид вне опасности                  |
|                                            | Бородатая неясыть Strix nebulosa (Forster, 1772))                                          | На территории Башкортостана редка. Гнездится на территории Башкирского и Южноуральского заповедников, Белорецкого района, а также на крайнем северо-востоке республики. Отмечалась в Зилаирском, Абзелиловском, Калтасинском, Бураевском, Кугарчинском районах. В Башкортостане отмечены единичные случаи гнездования. Численность зависит от наличия корма. Лимитирующие факторы: уничтожение старовозрастных лесов, дефицит подходящих гнездовий, антропогенное беспокойство и браконьерство. | III  |      | Вид вне опасности                  |
| Отряд Ракшеобразные (Coraciiformes)        |                                                                                            | |      |      |                                    |
| Семейство Сизоворонковые (Coraciidae)      |                                                                                            | |      |      |                                    |
|                                            | Сизоворонка Coracias garrulus (Linnaeus, 1758)                                             | В Башкортостане отмечено гнездование на хребте Шайтантау (Хайбуллинский район), в окрестностях деревень Менеуз-Москва (Бижбулякский район), Баишево (Баймакский район), на Зилаирском плато вблизи села Сосновка. Встречался на реке Белой в окрестностях сёл Нагаево (Уфа), Калинники (Бирский район), Табынское (Гафурийский район), Антинган (Хайбуллинский район) и Бердяш (Зилаирский район), в заповеднике «Шульган-Таш», Башкирском и Южноуральского заповедниках, по реке Юрмаш в Иглинском районе. В республике является редким залётным и нерегулярно гнездящимся видом. Лимитирующие факторы: браконьерство, вырубка дуплистых деревьев. | II   |      | Вид вне опасности                  |
| Отряд Удодообразные (Upupiformes)          |                                                                                            | |      |      |                                    |
| Семейство Удодовые (Upupidae)              |                                                                                            | |      |      |                                    |
|                                            | Удод Upupa epops (Linnaeus, 1758)                                                          | В Башкортостане отмечено гнездование на хребте Шайтантау (Хайбуллинский район), в Чишминском районе, в пойме рек Дёма и Белая (близ устья). Считается обычным видом в Зианчуринском районе и в Зауралье. Встречался в заповеднике «Шульган-Таш» и Башкирском заповеднике, в Предуралье: в верховье реки Уршак, у Нугушского водохранилища, в окрестностях деревень Бала-Четырман (Фёдоровский район), Метели (Дуванский район), Юнаево (Зианчуринский район) и Саклово (Краснокамский район), озера Белое (Чишминский район), в Белорецком районе и Южноуральском заповеднике. Точных данных о численности в республики нет. Лимитирующие факторы: отстрел птиц на чучела и разорение гнёзд. | IV   |      | Вид вне опасности                  |
| Отряд Воробьинообразные (Passeriformes)    |                                                                                            | |      |      |                                    |
| Семейство Сорокопутовые (Laniidae)         |                                                                                            | |      |      |                                    |
|                                            | Серый сорокопут Lanius excubitor (Linnaeus, 1758)                                          | Достоверное гнездование подвида Lanius excubitor excubitor было установлено севернее долины реки Белой, в окрестностях Бирска. Считается очень редкой гнездящейся птицей Предуралья и обычной на пролёте по всей территории Башкортостана. Отмечен в окрестностях сёл Красная Поляна (Давлекановский район), Зилаир (Зилаирский район), Николо-Берёзовка (Краснокамский район), Усть-Югуз (Дуванский район), Ургаза (Баймакский район), Карадыган и Верхний Муйнак (Зианчуринский район), в Аскинском, Давлекановском, Нуримановском, Чишминском, Чекмагушевском, Уфимском и Кугарчинском районах, на Уфимском плато, в бассейнах рек Лемеза, Сим, в верховье реки Юрюзань. Редко встречается на миграции и зимовке в Башкирском заповеднике. Численность гнездящихся птиц в республике приблизительно не превышает нескольких сотен пар. На пролёте и кочевках вид более обычен. Лимитирующие факторы: применение пестицидов и, возможно, отлов для содержания в неволе в качестве певчих птиц. | III  | 3    | Вид вне опасности                  |
| Семейство Синицевые (Paridae)              |                                                                                            | |      |      |                                    |
|                                            | Князёк (европейская белая лазоревка) Parus cyanus cyanus (Pallas, 1770)                    | В Башкортостане вероятно обитание как европейского (Parus cyanus cyanus), так и сибирского (Parus cyanus hyperriphaeus) подвидов и весьма возможна их гибридизация. Встречается на гнездовании по рекам Сакмара, Большой Ик и Белая (от города Уфа до устья и в верховьях), в пойме реки Усень, в верховьях реки Урал, в окрестностях деревень Юматово (Уфимский район), Бикбау и Верхний Муйнак (Зианчуринский район), пещеры Шульган-Таш, между селом Алкино и озером Коряжное (Чишминский район), в Краснокамском районе. Малочисленный, спорадически распространенный вид. Точных данных по численности в республике нет. Лимитирующие факторы: отлов для содержания в неволе в качестве певчих птиц. | IV   | 4    | Вид вне опасности                  |